# Елазиг
Елазиг (тур. Elazığ) је град у Турској у вилајету Елазиг. Према процени из 2009. у граду је живело 305.787 становника.

## Становништво
Према процени, у граду је 2009. живело 305.787 становника.
| 1990.   | 2000.   |
| ------- | ------- |
| 204.603 | 266.495 |